# Secret Story - Casa dos Segredos (7.ª edição)
Secret Story - Casa dos Segredos 7 foi a sétima do reality show português Secret Story - Casa dos Segredos e foi  apresentada por Manuel Luís Goucha.
As inscrições iniciaram em dezembro de 2017 e a primeira gala estreou a 25 de fevereiro de 2018. Finalizou no dia 27 de maio de 2018.

## Casa
A casa do Secret Story - Casa dos Segredos 7 é localizada na Venda do Pinheiro, concelho de Mafra, mais especificamente na aldeia da Asseiceira Grande. Esta 7.ª edição traz, pela primeira vez, o quarto do Inferno e o quarto do Céu.

## Emissão
| Programa                 | Emissão         | Apresentação |
| ------------------------ | --------------- | --- |
| Gala de expulsão         | Domingo         | Manuel Luís Goucha |
| Nomeações                | Terça           | Manuel Luís Goucha |
| Pós-Gala                 | Domingo         | Olívia Ortiz |
| Late Night Secret        | Segunda a Sexta | Marta Cardoso, Serginho |
| Comentadores (rotativos) | Segunda a Sexta | Flávio Furtado, Cinha Jardim, Ana Arrebentinha, Yolanda Tati, Quintino Aires, Helena Isabel, Mónica Sintra (comentadora convidada) e Alexandre Santos (emissões iniciais) |
| Best of the Day          | Diário          | emissões sem apresentador(es) |
| Compacto                 | Sábado          | emissões sem apresentador(es) |
| TVI Reality              | 24h por dia     | emissões sem apresentador(es) |

## Concorrentes e residentes
Durante a fase de seleção e para além das inscrições online, abertas a 4 de dezembro de 2017, a Endemol percorreu várias localidades do país em busca de concorrentes para esta 7.ª edição.  
| Data                  | Cidade |
| --------------------- | ------ |
| 7 de janeiro de 2018  | Penela |
| 13 de janeiro de 2018 | Aveiro |

### Bruno
O Bruno tem 28 anos e vem da Amora. Trabalha como Road Manager e adora a vida de espetáculos e a agitação da noite. Por baixo da aparente calma e boa disposição, diz ser muito atento e manipulador. Pratica desportos de combate e adora ter o corpo bem definido.  É preocupado com a saúde e muito cuidadoso com a sua alimentação. O seu próximo objetivo é vencer a Casa dos Segredos.
- Segredo: "Vivi 7 meses num país em guerra"

### Carina
A Carina tem 27 anos e reside no Porto. É licenciada em Gestão de Empresas, fez mestrado em Marketing e trabalha como Mediadora de Seguros. Considera-se uma pessoa inteligente, observadora e calculista. Não gosta de dar passos em falso e é por isso que pensa muito bem antes de agir. Inscreveu-se para acabar com o estereótipo da concorrente de reality shows. Para a Carina, a Casa dos Segredos é um trabalho. Está pronta para jogar e vencer.
- Segredo: "Sou a chave do túnel dos segredos"

### Cátia
A Cátia tem 29 anos e voou dos Remédios em Ponta Delgada, diretamente para a Casa dos Segredos. Promete arrancar muitas gargalhadas à Voz graças ao seu sotaque e jeito rápido de falar. Tem uma irmã gémea e trabalham juntas, como assistentes numa clínica veterinária local. Diz não ter namorado, porque é muito difícil arranjar homens de jeito no "fim do mundo," mas está de bem com a vida e disponível para apaixonar-se na Casa mais secreta do país. 
- Segredo: "O meu pai tentou matar-me quatro vezes"

### César
O César é fadista, vem do Algarve e tem 26 anos. Formou-se em Artes do Espetáculo e dedica-se à música desde sempre. Considera-se um sedutor nato, destemido e aventureiro em tudo o que faz na vida. Assegura que com ele na Casa, ninguém estará aborrecido. Diz ser um homem com muito amor para dar, mas entregou o seu coração a Gabriela há 5 anos e garante que é para a vida. Acredita que a Casa dos Segredos, o poderá catapultar para a ribalta.
- Segredo: "Posei nu para uma revista"

### Gabriela
A Gabriela tem 23 anos, vem do Algarve e é bailarina e atriz. Estudou dança na Companhia Olga Roriz e cinema e televisão, na Nicolau Breyner Academia. Gosta de andar de patins e tudo o que tenha a ver com dança. Define-se como tímida e apaixonada, uma romântica incansável e sentimental. Diz que o César é o amor da sua vida, mas não imagina o que será viver com ele debaixo do mesmo teto.
- Segredo: "Vivi aterrorizada por um ex-namorado"

### Isabela
A Isabela reside em Lisboa e tem 19 anos. Terminou o 12.º ano e está a preparar-se para entrar na faculdade. É viciada em compras, gosta de maquilhar e adora ser fotografada. Diz que por trás do seu aspeto doce e delicado, existe uma mulher justa e que sabe bem o que quer. Não é fácil tirá-la do sério, mas assume ter pavor de estar perto de pessoas a ressonar. Apesar de ser a mais jovem do grupo, a Isabela sabe que tem tudo para superar este grande desafio.
- Segredo: "Trabalho no circo"

### Joana C.
A Joana tem 21 anos e é natural de Coruche. Terminou o 12.º ano em Gestão e está a aguardar integrar o mercado de trabalho. Enquanto isso não acontece, decidiu inscrever-se na Casa dos Segredos e mostrar que é uma ribatejana divertida, destemida e capaz de dar conta de todas as missões propostas pela Voz. Assume ser "nariz no ar" e respondona, não gosta de dar justificações a ninguém. Vem disposta a tudo para chegar à final da Casa dos Segredos.
- Segredo: "Entrei na Casa dos Segredos antes de todos os concorrentes"

### Joana F.
A Joana tem 25 anos( completou os 26 anos na casa) e vem do Botão, uma pequena aldeia no concelho da Mealhada. Esteticista de profissão, a Joana adora o que faz, apesar da sua grande paixão ser o Samba, já tendo participado em alguns concursos desta modalidade de dança. Define-se como bem-disposta e carismática, sempre com a resposta na ponta da língua. A Joana tem a certeza, que a sua alegria irá contagiar todos na Casa.
- Segredo: "Sou filha da prima da minha madrasta"

### João
O João tem 25 anos e vem de Valongo. É desportista por vocação, treina diariamente e gosta de confecionar a sua própria dieta. O João assegura que não tem “meio termo” e é muito perspicaz. Quem o provocar, não fica sem resposta. Está solteiro e de coração disponível. Entra na Casa dos Segredos com o seu irmão Pedro, para adicionar mais picante à sua vida.
- Segredo: "O meu irmão salvou-me a vida"

### Luan
O Luan tem 26 anos e é natural de Santa Catarina, no Brasil. Veio para Portugal em Erasmus e apaixonou-se pelo país. Atualmente, reside em Lisboa e trabalha num call center. Considera-se talentoso na cozinha, ponderado nas decisões e gosta que tudo seja feito à sua maneira. É focado na energia e no poder da mente, características que acredita serem fundamentais para levá-lo à vitória.
- Segredo: "Sou casado (com Tiago)"

### Margarida
A Margarida tem 35 anos, reside no Barreiro e é conhecida por ter sido a fundadora e presidente do Clube das Virgens. Formada em Comunicação Social, é uma verdadeira “mulher dos sete ofícios”, desenvolveu campanhas de Marketing Social, fez parte do duo musical Barbie e Ken dedicado a crianças, foi bailarina da primeira claque feminina do Benfica e trabalhou como segurança. No seu blog pessoal, partilha as aventuras e desventuras do seu dia a dia. Ainda à procura do seu príncipe encantado, a Margarida não exclui a hipótese de encontrá-lo dentro da Casa.
- Segredo: "Já escrevi dois livros sobre a minha vida sexual"

### Marlene
A Marlene tem 32 anos, vive em Frankfurt, na Alemanha e trabalha num bar da cidade. Adora cozinhar e cantar alto. Diz ser temperamental, determinada e está solteira há alguns anos porque não encontra quem esteja à sua altura. Assume-se como competitiva e particularmente irónica, com uma personalidade que gera sempre controvérsia à sua volta. Sem medos, entra na Casa dos Segredos para testar os seus limites.
- Segredo: "A minha irmã foi levada por um bispo da IURD"

### Nuno
O Nuno tem 23 anos e vem do Porto. Gosta de cuidar da sua imagem e frequenta o ginásio todos os dias. Define-se como metrossexual e vaidoso, tem de andar sempre bronzeado e bem vestido. Quem o conhece, diz que ele é frontal e arrogante, não deixa nada por dizer. Diz que numa capoeira, só um galo canta e será ele, a cantar mais alto na Casa.
- Segredo: "Salvei milhares de pessoas em África"

### Pedro
O Pedro tem 27 anos, reside em Valongo e tem mestrado em Informática Médica. De momento participa como ator numa ficção nacional. Diz que o poder de argumentação é a sua maior qualidade. É teimoso e provocador, consegue persuadir quem quer, a fazer o que lhe convém. Confiante e polémico, vem disposto a jogar com o coração das mulheres e manipular a mente dos adversários. Embarca nesta aventura com o João, o seu irmão mais novo, para juntos viverem mais uma experiência limite.
- Segredo: "Estive cego durante um mês"

### Rui
O Rui tem 23 anos e reside em Vila Real de Santo António. É barbeiro de profissão e assume ser obcecado com a sua imagem. Já fez algumas operações plásticas para sentir-se melhor e acredita ter o sorriso mais bonito de Portugal. Está solteiro e privilegia as amizades coloridas. Diz ser muito exigente com as mulheres e que ainda não apareceu uma princesa, que lhe “encha” as medidas.
- Segredo: "Fui raptado por engano em Espanha"

### Sofia
A Sofia tem 27 anos e vive em Lisboa. Considera-se uma diva bonita, elegante e muito explosiva. Gosta de sair à noite e dançar. Aprecia rapazes morenos e musculados, de preferência que se atirem a seus pés. Como diz ter mau feitio, despacha-os assim que se farta deles, o que acontece a toda a hora. Não tem namorado e vem preparada para acelerar o coração dos rapazes que encontrar na Casa.
- Segredo: "Tentei matar o meu pai"

### Tiago
O Tiago tem 25 anos, reside em Lisboa e trabalha na área das Tecnologias da Informação. Considera-se meticuloso, ponderado e supersticioso. É focado nos seus objetivos e a prova disso é que, em cerca de 5 meses, conseguiu perder mais de 50 Kg sem dietas. Diz que vai manipular todos os adversários e sagrar-se o vencedor desta edição.
- Segredo: "Sou casado (com Luan)"

## Entradas e saídas
| Classificação | Classificação | Classificação              | Classificação           | Classificação       | Classificação | Classificação |
| #             | Concorrente   | Origem                     | Entrada                 | Saída               | Nomeações     | Total votos   |
| ------------- | ------------- | -------------------------- | ----------------------- | ------------------- | ------------- | ------------- |
| 1             | Tiago         | Lisboa                     | 25 de fevereiro de 2018 | 27 de maio de 2018  | 2             | 13            |
| 2             | Joana F.      | Botão                      | 25 de fevereiro de 2018 | 27 de maio de 2018  | 3             | 11            |
| 3             | Isabela       | Lisboa                     | 25 de fevereiro de 2018 | 27 de maio de 2018  | 7             | 18            |
| 4             | Luan          | Joinville                  | 25 de fevereiro de 2018 | 27 de maio de 2018  | 5             | 17            |
| 5             | Carina        | Porto                      | 25 de fevereiro de 2018 | 20 de maio de 2018  | 6             | 27            |
| 6             | Gabriela      | Algarve                    | 25 de fevereiro de 2018 | 20 de maio de 2018  | 4             | 10            |
| 7             | Rui           | Vila Real de Santo António | 25 de fevereiro de 2018 | 13 de maio de 2018  | 4             | 11            |
| 8             | César         | Algarve                    | 25 de fevereiro de 2018 | 6 de maio de 2018   | 1             | 6             |
| 9             | Pedro         | Valongo                    | 25 de fevereiro de 2018 | 29 de abril de 2018 | 2             | 5             |
| 10            | Joana C.      | Coruche                    | 25 de fevereiro de 2018 | 22 de abril de 2018 | 1             | 8             |
| 11            | Nuno          | Porto                      | 25 de fevereiro de 2018 | 15 de abril de 2018 | 3             | 9             |
| 12            | Bruno         | Amora                      | 25 de fevereiro de 2018 | 8 de abril de 2018  | 1             | 8             |
| 13            | Cátia         | Ponta Delgada              | 25 de fevereiro de 2018 | 1 de abril de 2018  | 1             | 5             |
| 14            | Sofia         | Lisboa                     | 25 de fevereiro de 2018 | 25 de março de 2018 | 1             | 5             |
| 15            | João          | Valongo                    | 25 de fevereiro de 2018 | 18 de março de 2018 | 1             | 4             |
| 16            | Marlene       | Frankfurt                  | 25 de fevereiro de 2018 | 11 de março de 2018 | 1             | 4             |
| 17            | Margarida     | Barreiro                   | 25 de fevereiro de 2018 | 4 de março de 2018  | 1             | 4             |

## Nomeações e expulsões
|           | Sem. 1                       | Sem. 1                         | Sem. 2                  | Sem. 3                  | Sem. 4                  | Sem. 5                  | Sem. 6                     | Sem. 7                | Sem. 8                         | Sem. 9                  | Sem. 10                     | Sem. 11                  | Sem. 12                                | Sem. 13                     | Votos recebidos |
| Dia 1     | Dia 3                        |                                | Sem. 2                  | Sem. 3                  | Sem. 4                  | Sem. 5                  | Sem. 6                     | Sem. 7                | Sem. 8                         | Sem. 9                  | Sem. 10                     | Sem. 11                  | Sem. 12                                | Sem. 13                     | Votos recebidos |
| --------- | ---------------------------- | ------------------------------ | ----------------------- | ----------------------- | ----------------------- | ----------------------- | -------------------------- | --------------------- | ------------------------------ | ----------------------- | --------------------------- | ------------------------ | -------------------------------------- | --------------------------- | --------------- |
|           |                              |                                |                         |                         |                         |                         |                            |                       |                                |                         |                             |                          |                                        |                             |                 |
| Tiago     | Casa dos Segredos            | Nomeado                        | Marlene Joana C.        | João Bruno              | Rui César               | Bruno Pedro             | Nuno Bruno                 | Nomeado               | Joana C. Joana F.              | Não elegível            | César Rui                   | Rui Joana F.             | Luan                                   | 1º Lugar (Dia 92)           | 13              |
| Joana F.  | Casa dos Segredos            | Isabela Carina                 | Não elegível            | Carina Isabela          | Luan Sofia              | Isabela Luan            | Carina Bruno               | Tiago Luan            | Nomeada                        | Isabela Luan            | Gabriela Isabela            | Carina Gabriela          | Luan                                   | 2º Lugar (Dia 92)           | 11              |
| Isabela   | Casa dos Segredos            | Nomeada                        | Nomeada                 | Nomeada                 | Nomeada                 | Nomeada                 | César Joana C.             | César Nuno            | Não elegível                   | Nomeada                 | Joana F. César              | Joana F. Carina          | Luan                                   | 3º Lugar (Dia 92)           | 18              |
| Luan      | Casa dos Segredos            | Bruno Margarida                | Marlene Carina          | João Joana C.           | Nomeado                 | Nomeado                 | Nuno Bruno                 | Nomeado               | Joana F. Joana C.              | Nomeado                 | César Rui                   | Rui Joana F.             | Tiago                                  | 4º Lugar (Dia 92)           | 17              |
| Carina    | Casa dos Segredos            | Nomeada                        | Nomeada                 | Nomeada                 | Rui Sofia               | Bruno Cátia             | Nomeada                    | Nuno Pedro            | Não elegível                   | Isabela Pedro           | Rui Joana F.                | Rui Joana F.             | Gabriela                               | Eliminada (Dia 85)          | 27              |
| Gabriela  | Casa dos Segredos            | Tiago Isabela                  | Não elegível            | João Isabela            | Isabela Sofia           | Imune                   | Nomeada                    | Nuno Pedro            | Nomeada                        | Pedro Rui               | Rui Joana F.                | Rui Joana F.             | Carina                                 | Eliminada (Dia 85)          | 10              |
| Rui       | Casa dos Segredos            | Tiago Carina                   | Carina Isabela          | Carina João             | Nomeado                 | Luan Cátia              | Banido                     | Não elegível          | Joana C. Gabriela              | Não elegível            | Carina Gabriela             | Carina Gabriela          | Eliminado (Dia 78)                     | Eliminado (Dia 78)          | 11              |
| César     | Casa dos Segredos            | Isabela Tiago                  | Isabela Sofia           | Isabela Bruno           | Não elegível            | Isabela Luan            | Não elegível               | Não elegível          | Isabela Carina                 | Luan Tiago              | Luan Tiago                  | Eliminado (Dia 71)       | Eliminado (Dia 71)                     | Eliminado (Dia 71)          | 6               |
| Pedro     | Nomeado                      | Margarida Cátia                | Carina Marlene          | Não elegível            | Luan Sofia              | Não elegível            | Gabriela Carina            | Nomeado               | Carina Gabriela                | Nomeado                 | Eliminado (Dia 64)          | Eliminado (Dia 64)       | Eliminado (Dia 64)                     | Eliminado (Dia 64)          | 5               |
| Joana C.  | Casa dos Segredos            | Tiago Margarida                | Não elegível            | Não elegível            | Isabela Luan            | Isabela Luan            | Não elegível               | Tiago Luan            | Nomeada                        | Eliminada (Dia 57)      | Eliminada (Dia 57)          | Eliminada (Dia 57)       | Eliminada (Dia 57)                     | Eliminada (Dia 57)          | 8               |
| Nuno      | Casa dos Segredos            | Carina Margarida               | Carina Isabela          | Carina Cátia            | Luan Cátia              | Nomeado                 | Nomeado                    | Nomeado               | Eliminado (Dia 50)             | Eliminado (Dia 50)      | Eliminado (Dia 50)          | Eliminado (Dia 50)       | Eliminado (Dia 50)                     | Eliminado (Dia 50)          | 9               |
| Bruno     | Casa dos Segredos            | Não elegível                   | Carina Gabriela         | Não elegível            | Não elegível            | Não elegível            | Nomeado                    | Eliminado (Dia 43)    | Eliminado (Dia 43)             | Eliminado (Dia 43)      | Eliminado (Dia 43)          | Eliminado (Dia 43)       | Eliminado (Dia 43)                     | Eliminado (Dia 43)          | 8               |
| Cátia     | Casa dos Segredos            | Não elegível                   | Não elegível            | Não elegível            | Não elegível            | Nomeada                 | Eliminada (Dia 36)         | Eliminada (Dia 36)    | Eliminada (Dia 36)             | Eliminada (Dia 36)      | Eliminada (Dia 36)          | Eliminada (Dia 36)       | Eliminada (Dia 36)                     | Eliminada (Dia 36)          | 5               |
| Sofia     | Casa dos Segredos            | Carina Marlene                 | Não elegível            | Carina Joana C.         | Nomeado                 | Eliminada (Dia 29)      | Eliminada (Dia 29)         | Eliminada (Dia 29)    | Eliminada (Dia 29)             | Eliminada (Dia 29)      | Eliminada (Dia 29)          | Eliminada (Dia 29)       | Eliminada (Dia 29)                     | Eliminada (Dia 29)          | 5               |
| João      | Nomeado                      | Margarida Cátia                | Carina Marlene          | Nomeado                 | Eliminado (Dia 22)      | Eliminado (Dia 22)      | Eliminado (Dia 22)         | Eliminado (Dia 22)    | Eliminado (Dia 22)             | Eliminado (Dia 22)      | Eliminado (Dia 22)          | Eliminado (Dia 22)       | Eliminado (Dia 22)                     | Eliminado (Dia 22)          | 4               |
| Marlene   | Casa dos Segredos            | Não elegível                   | Nomeada                 | Eliminada (Dia 15)      | Eliminada (Dia 15)      | Eliminada (Dia 15)      | Eliminada (Dia 15)         | Eliminada (Dia 15)    | Eliminada (Dia 15)             | Eliminada (Dia 15)      | Eliminada (Dia 15)          | Eliminada (Dia 15)       | Eliminada (Dia 15)                     | Eliminada (Dia 15)          | 4               |
| Margarida | Casa dos Segredos            | Nomeada                        | Eliminada (Dia 8)       | Eliminada (Dia 8)       | Eliminada (Dia 8)       | Eliminada (Dia 8)       | Eliminada (Dia 8)          | Eliminada (Dia 8)     | Eliminada (Dia 8)              | Eliminada (Dia 8)       | Eliminada (Dia 8)           | Eliminada (Dia 8)        | Eliminada (Dia 8)                      | Eliminada (Dia 8)           | 4               |
|           |                              |                                |                         |                         |                         |                         |                            |                       |                                |                         |                             |                          |                                        |                             |                 |
| Nomeados  | João Pedro                   | Carina Isabela Margarida Tiago | Carina Isabela Marlene  | Carina Isabela João     | Isabela Luan Rui Sofia  | Cátia Isabela Luan Nuno | Bruno Carina Gabriela Nuno | Luan Nuno Pedro Tiago | Gabriela Joana C. Joana F. Rui | Isabela Luan Pedro      | César Gabriela Joana F. Rui | Carina Joana F. Luan Rui | Carina Gabriela Isabela Joana F. Tiago | Isabela Joana F. Luan Tiago |                 |
| Eliminado | João & Pedro 86% para entrar | Margarida 40% p. expulsar      | Marlene 46% p. expulsar | João 45% p. expulsar    | Sofia 64% p. expulsar   | Cátia 45% p. expulsar   | Bruno 33% p. expulsar      | Nuno 94% (entre 2)    | Joana C. 35% p. expulsar       | Pedro 36% p. expulsar   | César 47% (entre 2)         | Rui 48% (entre 2)        | Gabriela 22% (entre 3)                 | Luan 12% p. vencer          |                 |
| Eliminado | João & Pedro 86% para entrar | Margarida 40% p. expulsar      | Marlene 46% p. expulsar | João 45% p. expulsar    | Sofia 64% p. expulsar   | Cátia 45% p. expulsar   | Bruno 33% p. expulsar      | Nuno 94% (entre 2)    | Joana C. 35% p. expulsar       | Pedro 36% p. expulsar   | César 47% (entre 2)         | Rui 48% (entre 2)        | Gabriela 22% (entre 3)                 | Isabela 14% p. vencer       |                 |
| Eliminado | João & Pedro 86% para entrar | Margarida 40% p. expulsar      | Marlene 46% p. expulsar | João 45% p. expulsar    | Sofia 64% p. expulsar   | Cátia 45% p. expulsar   | Bruno 33% p. expulsar      | Nuno 94% (entre 2)    | Joana C. 35% p. expulsar       | Pedro 36% p. expulsar   | César 47% (entre 2)         | Rui 48% (entre 2)        | Carina 42% (entre 2)                   |                             |                 |
| Eliminado | João & Pedro 86% para entrar | Margarida 40% p. expulsar      | Marlene 46% p. expulsar | João 45% p. expulsar    | Sofia 64% p. expulsar   | Cátia 45% p. expulsar   | Bruno 33% p. expulsar      | Nuno 94% (entre 2)    | Joana C. 35% p. expulsar       | Pedro 36% p. expulsar   | César 47% (entre 2)         | Rui 48% (entre 2)        | Joana F. 35% p. vencer                 |                             |                 |
| Salvos    | João & Pedro 86% para entrar | Carina 37% p. expulsar         | Carina 42% p. expulsar  | Carina 42% p. expulsar  | Isabela 13% p. expulsar | Nuno 44% p. expulsar    | Nuno 32% p. expulsar       | Pedro 6% (entre 2)    | Gabriela 32% p. expulsar       | Luan 34% p. expulsar    | Gabriela 53% (entre 2)      | Carina 52% (entre 2)     | Isabela 58% (entre 2)                  | Tiago 39% p. vencer         |                 |
| Salvos    | João & Pedro 86% para entrar | Tiago 12% p. expulsar          | Carina 42% p. expulsar  | Carina 42% p. expulsar  | Rui 12% p. expulsar     | Isabela 6% p. expulsar  | Gabriela 23% p. expulsar   | Tiago 3% (entre 3)    | Joana F. 26% p. expulsar       | Luan 34% p. expulsar    | Rui 58% (entre 3)           | Joana F. 36% (entre 3)   | Joana F. 48% (entre 4)                 | Tiago 39% p. vencer         |                 |
| Salvos    | João & Pedro 86% para entrar | Tiago 12% p. expulsar          | Isabela 12% p. expulsar | Isabela 13% p. expulsar | Rui 12% p. expulsar     | Isabela 6% p. expulsar  | Gabriela 23% p. expulsar   | Tiago 3% (entre 3)    | Joana F. 26% p. expulsar       | Isabela 30% p. expulsar | Rui 58% (entre 3)           | Joana F. 36% (entre 3)   | Joana F. 48% (entre 4)                 | Tiago 39% p. vencer         |                 |
| Salvos    | João & Pedro 86% para entrar | Isabela 11% p. expulsar        | Isabela 12% p. expulsar | Isabela 13% p. expulsar | Luan 11% p. expulsar    | Luan 5% p. expulsar     | Carina 12% p. expulsar     | Luan 2% (entre 2)     | Rui 6% p. expulsar             | Isabela 30% p. expulsar | Joana F. 36% (entre 4)      | Luan 40% (entre 4)       | Tiago 31% (entre 5)                    | Tiago 39% p. vencer         |                 |

Legenda
     Nomeado/a
     Imune
     Banido (proibido de nomear)
     Não elegível nas nomeações
Notas
- Nota 1: Durante a Gala da 4.ª semana, houve uma nomeação direta na sala. Isabela votou na Joana C; Nuno, Joana F., César e Bruno votaram na Carina; Cátia, Tiago, Luan e Carina votaram no Nuno; Pedro e Rui votaram no Tiago. Houve um empate entre Carina e Nuno e, através de um sorteio aleatório, foi Isabela que teve o poder de desempatar, acabando por nomear o Nuno.
- Nota 2: No final das nomeações da 5.ª semana, Isabela, Luan e Nuno estão nomeados. No entanto, houve um empate para o quarto nomeado entre o Bruno e a Cátia com dois votos cada um. Através de um sorteio aleatório, foi o Rui que teve o poder de desempatar, acabando por nomear a Cátia.
- Nota 3: Durante a Gala da 5.ª semana, para celebrar a época da Páscoa, cada colega de casa iria escolher um ovo de Páscoa, que no interior teria uma recompensa ou uma consequência. Rui escolheu o ovo que o proibiu de nomear nas nomeações da 6.ª semana.
- Nota 4: No final das nomeações da 6.ª semana, Bruno, Carina e Nuno estão nomeados. No entanto, houve um empate para o quarto nomeado entre Joana C., César e Gabriela com um voto cada um. Através de um sorteio aleatório, foi Pedro que teve o poder de desempatar, acabando por nomear a Gabriela.
- Nota 5: Durante a Gala da 7.ª semana, antes de expulsão, os três nomeados restantes (Nuno, Pedro e Tiago) foram solicitados a fazer sorteio aleatório entre quatro caixas, cada uma com um poder diferente. No entanto, só seria validado o poder atribuído pelo concorrente expulso ao final da Gala. Tiago abriu a caixa 1 e deu o poder de "voto duplo" a Isabela; Pedro abriu a caixa 2 e deu o poder de "imunidade" também a Isabela; Nuno abriu a caixa 3 e usou o poder de "nomeação automática" no Rui. Como o  Nuno foi expulso, Rui ficou automaticamente nomeado na 8.ª semana.
- Nota 6: No final das nomeações da 8.ª semana Joana C. e Rui estão nomeados. No entanto, houve um empate para o terceiro e quarto nomeados entre Carina, Gabriela e Joana F. com 2 votos cada uma, através de um sorteio aleatório, foi Luan que teve o poder de desempatar, acabando por salvar a Carina.
- Nota 7: Durante a Gala da 8.ª semana, os quatro nomeados (Gabriela, Joana C., Joana F. e Rui) foram solicitados a fazer sorteio aleatório entre quatro caixas, cada uma com um poder diferente. No entanto, só seria validado o poder atribuído pelo concorrente expulso ao final da Gala. Gabriela abriu a caixa 1 e usou o poder de "nomeação automática" no Pedro; Joana C. abriu a caixa 2 e deu o poder de "imunidade" a Carina; Rui abriu a caixa 3 e deu o poder de "voto duplo" ao Pedro; Joana F. abriu a caixa 4 e usou o poder de "voto nulo" na Isabela. Como a Joana C. foi expulsa, Carina ficou imune na 9.ª semana. No entanto, como Carina não podia ser nomeada nessa semana, a sua imunidade foi adiada para a semana 10. Por fim, durante a Gala da 9.ª semana , À Carina foi oferecido um dilema onde ela poderia desistir dessa imunidade para que Joana F. recebesse uma breve visita de seu cão. Ela aceitou a oferta e perdeu sua imunidade.
- Nota 8: Durante a Gala da 10.ª semana, foi oferecido a Luan um dilema onde ele seria automaticamente nomeado para que seu marido Tiago pudesse falar com a sua mãe ao telefone. Ele "aceitou" ser nomeado.
- Nota 9:      Na 12.ª semana, todos foram automaticamente nomeados pela Voz para a dupla expulsão na penúltima Gala. No entanto, cada concorrente teve que nomear uma pessoa que eles queriam ver como finalista. Luan obteve o maior número de votos e foi salvo da expulsão, tornando-se assim, o primeiro finalista da edição.
- Nota 10: Na semana final, o público vota pelo participante que deve vencer o Secret Story 7.

### Votação dos residentes
|           | Sem. 1 | Sem. 2  | Sem. 3  | Sem. 4  | Sem. 5  | Sem. 5  | Sem. 6  | Sem. 7  | Sem. 8  | Sem. 9  | Sem. 10 | Sem. 11 | Sem. 12 | Sem. 13  | Total |
| --------- | ------ | ------- | ------- | ------- | ------- | ------- | ------- | ------- | ------- | ------- | ------- | ------- | ------- | -------- | ----- |
| Tiago     | 4      | –       | –       | –       | 3       | –       | –       | 2       | –       | 1       | 2       | 0       | 1       | 1º Lugar | 13    |
| Joana F.  | –      | 0       | –       | –       | 1       | –       | –       | –       | 2       | –       | 3       | 5       | 0       | 2º Lugar | 11    |
| Isabela   | 3      | 3       | 3       | 2       | –       | 3       | –       | –       | 1       | 2       | 1       | 0       | 0       | 3º Lugar | 18    |
| Luan      | –      | –       | –       | 4       | –       | 4       | –       | 2       | –       | 2       | 2       | –       | 3       | 4º Lugar | 17    |
| Carina    | 4      | 5       | 4       | –       | 4       | –       | 2       | –       | 2       | –       | 2       | 3       | 1       | Expulsa  | 27    |
| Gabriela  | –      | 1       | –       | –       | –       | –       | 1       | –       | 2       | –       | 3       | 2       | 1       | Expulsa  | 10    |
| Rui       | –      | –       | –       | 2       | –       | –       | –       | 0       | –       | 1       | 4       | 4       | Expulso | Expulso  | 11    |
| César     | –      | –       | –       | 1       | 0       | –       | 1       | 1       | –       | –       | 3       | Expulso | Expulso | Expulso  | 6     |
| Pedro     | –      | –       | 0       | –       | 0       | 1       | –       | 2       | –       | 2       | Expulso | Expulso | Expulso | Expulso  | 5     |
| Joana C.  | –      | 1       | 2       | –       | 1       | –       | 1       | –       | 3       | Expulsa | Expulsa | Expulsa | Expulsa | Expulsa  | 8     |
| Nuno      | –      | –       | –       | –       | 4       | –       | 2       | 3       | Expulso | Expulso | Expulso | Expulso | Expulso | Expulso  | 9     |
| Bruno     | 1      | –       | 2       | 0       | 0       | 2       | 3       | Expulso | Expulso | Expulso | Expulso | Expulso | Expulso | Expulso  | 8     |
| Cátia     | 1      | 0       | 1       | 1       | 0       | 2       | Expulsa | Expulsa | Expulsa | Expulsa | Expulsa | Expulsa | Expulsa | Expulsa  | 5     |
| Sofia     | –      | 1       | –       | 4       | Expulsa | Expulsa | Expulsa | Expulsa | Expulsa | Expulsa | Expulsa | Expulsa | Expulsa | Expulsa  | 5     |
| João      | –      | –       | 4       | Expulso | Expulso | Expulso | Expulso | Expulso | Expulso | Expulso | Expulso | Expulso | Expulso | Expulso  | 4     |
| Marlene   | 1      | 3       | Expulsa | Expulsa | Expulsa | Expulsa | Expulsa | Expulsa | Expulsa | Expulsa | Expulsa | Expulsa | Expulsa | Expulsa  | 4     |
| Margarida | 4      | Expulsa | Expulsa | Expulsa | Expulsa | Expulsa | Expulsa | Expulsa | Expulsa | Expulsa | Expulsa | Expulsa | Expulsa | Expulsa  | 4     |

### Votação do público
| Semana  | Nomeados                                                                         | Votação do público                                                                                               | Expulsão          |
| ------- | -------------------------------------------------------------------------------- | --- | ----------------- |
| Dia 1   | João (VOZ) e Pedro (VOZ)                                                         | João e Pedro (86%)                                                                                               | ---               |
| Dia 8   | Carina (4 votos), Tiago (4 votos), Margarida (4 votos) e Isabela (3 votos)       | Margarida (40%), Carina (37%), Tiago (12%), Isabela (11%)                                                        | Margarida         |
| Sem. 2  | Carina (5 votos), Marlene (3 votos) e Isabela (3 votos)                          | Marlene (46%), Carina (42%), Isabela (12%)                                                                       | Marlene           |
| Sem. 3  | Carina (4 votos), João (4 votos) e Isabela (3 votos)                             | João (45%), Carina (42%), Isabela (13%)                                                                          | João              |
| Sem. 4  | Luan (4 votos), Sofia (4 votos), Rui (2 votos) e Isabela (2 votos)               | Sofia (64%), Isabela (13%), Rui (12%), Luan (11%)                                                                | Sofia             |
| Sem. 5  | Nuno (4 votos), Luan (4 votos), Isabela (3 votos) e Cátia (2 votos)              | Cátia (45%), Nuno (44%), Isabela (6%), Luan (5%)                                                                 | Cátia             |
| Sem. 6  | Bruno (3 votos), Nuno (2 votos), Carina (2 votos) e Gabriela (1 voto)            | Bruno (33%), Nuno (32%), Gabriela (23%), Carina (12%)                                                            | Bruno             |
| Sem. 7  | Nuno (3 votos), Luan (2 votos), Pedro (2 votos) e Tiago (2 votos)                | Nuno (94% entre 2), Pedro (6% entre 2), Tiago (2% entre 3), Luan (2% entre 4)                                    | Nuno              |
| Sem. 8  | Joana C. (3 votos), Joana F. (2 votos), Gabriela (2 votos) e Rui (VOZ)           | Joana C. (35%), Gabriela (32%), Joana F. (26%), Rui (7%)                                                         | Joana C.          |
| Sem. 9  | Isabela (2 votos), Luan (2 votos) e Pedro (2 votos)                              | Pedro (36%), Luan (34%), Isabela (30%)                                                                           | Pedro             |
| Sem. 10 | Rui (4 votos), Joana F. (3 votos), César (3 votos) e Gabriela (3 votos)          | César (47% entre 2), Gabriela (53% entre 2), Rui (58% entre 3), Joana F. (34% entre 4)                           | César             |
| Sem. 11 | Joana F. (5 votos), Rui (4 votos), Carina (3 votos) e Luan (VOZ)                 | Rui (48% entre 2), Carina (52% entre 2) Joana F. (36% entre 3), Luan (40% entre 4)                               | Rui               |
| Sem. 12 | Carina (VOZ), Gabriela (VOZ), Isabela (VOZ), Joana F. (VOZ) e Tiago (VOZ)        | Gabriela (22% entre 3), Carina (42% entre 2), Isabela (58% entre 2), Joana F. (48% entre 4), Tiago (31% entre 5) | Carina e Gabriela |
| Final   | Isabela (Finalista), Joana F. (Finalista), Luan (Finalista), e Tiago (Finalista) | Isabela (14%), Joana F. (35%), Luan (12%), Tiago (39%)                                                           | Vencedor: Tiago   |

## Resumo semanal: Céu vs Inferno
|           | Sem. 1  | Sem. 2  | Sem. 3  | Sem. 4  | Sem. 5  | Sem. 6  | Sem. 7  | Sem. 8  | Sem. 9  | Sem. 10 | Sem. 11 | Sem. 12 | Sem. 13 |
| --------- | ------- | ------- | ------- | ------- | ------- | ------- | ------- | ------- | ------- | ------- | ------- | ------- | ------- |
| Tiago     | Céu     | Inferno | Inferno | Céu     | Inferno | Céu     | Céu     | Inferno | Inferno | Céu     | Inferno | Inferno | Inferno |
| Joana F.  | Inferno | Inferno | Inferno | Céu     | Inferno | Céu     | Inferno | Céu     | Céu     | Céu     | Céu     | Inferno | Inferno |
| Isabela   | Céu     | Céu     | Céu     | Inferno | Céu     | Céu     | Inferno | Inferno | Inferno | Céu     | Inferno | Inferno | Inferno |
| Luan      | Inferno | Céu     | Inferno | Inferno | Céu     | Céu     | Céu     | Inferno | Inferno | Inferno | Inferno | Inferno | Inferno |
| Carina    | Céu     | Inferno | Céu     | Céu     | Inferno | Inferno | Céu     | Inferno | Céu     | Inferno | Inferno | Inferno | Expulsa |
| Gabriela  | Inferno | Céu     | Inferno | Céu     | Inferno | Inferno | Céu     | Inferno | Céu     | Inferno | Céu     | Inferno | Expulsa |
| Rui       | Inferno | Inferno | Inferno | Inferno | Inferno | Céu     | Céu     | Céu     | Inferno | Céu     | Céu     | Expulso | Expulso |
| César     | Inferno | Inferno | Inferno | Inferno | Inferno | Inferno | Inferno | Céu     | Céu     | Inferno | Expulso | Expulso | Expulso |
| Pedro     | Inferno | Céu     | Céu     | Céu     | Céu     | Céu     | Inferno | Céu     | Inferno | Expulso | Expulso | Expulso | Expulso |
| Joana C.  | Inferno | Inferno | Céu     | Céu     | Inferno | Inferno | Inferno | Céu     | Expulsa | Expulsa | Expulsa | Expulsa | Expulsa |
| Nuno      | Inferno | Inferno | Inferno | Céu     | Céu     | Inferno | Céu     | Expulso | Expulso | Expulso | Expulso | Expulso | Expulso |
| Bruno     | Céu     | Céu     | Céu     | Inferno | Céu     | Inferno | Expulso | Expulso | Expulso | Expulso | Expulso | Expulso | Expulso |
| Cátia     | Céu     | Céu     | Céu     | Inferno | Céu     | Expulsa | Expulsa | Expulsa | Expulsa | Expulsa | Expulsa | Expulsa | Expulsa |
| Sofia     | Inferno | Céu     | Inferno | Inferno | Expulsa | Expulsa | Expulsa | Expulsa | Expulsa | Expulsa | Expulsa | Expulsa | Expulsa |
| João      | Inferno | Céu     | Céu     | Expulso | Expulso | Expulso | Expulso | Expulso | Expulso | Expulso | Expulso | Expulso | Expulso |
| Marlene   | Céu     | Inferno | Expulsa | Expulsa | Expulsa | Expulsa | Expulsa | Expulsa | Expulsa | Expulsa | Expulsa | Expulsa | Expulsa |
| Margarida | Céu     | Expulsa | Expulsa | Expulsa | Expulsa | Expulsa | Expulsa | Expulsa | Expulsa | Expulsa | Expulsa | Expulsa | Expulsa |

Nota: Nas 2 últimas semanas como eram poucos concorrentes fizeram todos os concorrentes a "Prova de Resistência" logo ficaram todos no "Quarto do Inferno".

## Segredos
| Segredo                                                    | Concorrente  | Revelação ao Público na Gala de Expulsão | Quem descobriu | Dia na casa |
| ---------------------------------------------------------- | ------------ | ---------------------------------------- | -------------- | ----------- |
| Já escrevi dois livros sobre a minha vida sexual           | Margarida    | 25 de fevereiro de 2018                  | -----          | -----       |
| O meu pai tentou matar-me quatro vezes                     | Cátia        | 1 de abril de 2018                       | -----          | -----       |
| A minha irmã foi levada por um bispo da IURD               | Marlene      | 11 de março de 2018                      | -----          | -----       |
| Sou filho(a) da prima da minha madrasta                    | Joana F.     | 22 de abril de 2018                      | Luan e Tiago   | Dia 69      |
| Somos casados                                              | Luan e Tiago | 25 de fevereiro de 2018                  | Isabela        | Dia 85      |
| Fui raptado/a por engano em Espanha                        | Rui          | 18 de março de 2018                      | Gabriela       | Dia 52      |
| Salvei milhares de pessoas em África                       | Nuno         | 25 de março de 2018                      | -----          | -----       |
| Posei nu(a) para uma revista                               | César        | -----                                    | Pedro          | Dia 48      |
| Tentei matar o meu pai                                     | Sofia        | 25 de março de 2018                      | -----          | -----       |
| Estive cego(a) durante um mês                              | Pedro        | 15 de abril de 2018                      | Isabela        | Dia 61      |
| Vivi 7 meses num país em guerra                            | Bruno        | 4 de março de 2018                       | César          | Dia 41      |
| Vivi aterrorizado(a) por um ex-namorado(a)                 | Gabriela     | 11 de março de 2018                      | Carina         | Dia 78      |
| Trabalho no circo                                          | Isabela      | 4 de março de 2018                       | Luan           | Dia 23      |
| Entrei na Casa dos Segredos antes de todos os concorrentes | Joana C.     | 22 de abril de 2018                      | -----          | -----       |
| O meu irmão salvou-me a vida                               | João         | 18 de março de 2018                      | -----          | -----       |
| Sou a chave do túnel dos segredos                          | Carina       | 11 de março de 2018                      | Tiago          | Dia 30      |

### Segredos extras
No 'Túnel dos Segredos' da casa há sete segredos relacionados aos Sete Pecados Mortais.
| Segredo                                                            | Concorrente | Descoberto por | Descoberto em | Pecado Mortal |
| ------------------------------------------------------------------ | ----------- | -------------- | ------------- | ------------- |
| Eu tive 3 namorados ao mesmo tempo.                                | Carina      | Joana F.       | Dia 42        | Luxúria       |
| Eu perdi 50 kg em menos de seis meses.                             | Tiago       | Carina         | Dia 39        | Gula          |
| ---                                                                | ---         | ---            | ---           | Ganância      |
| ---                                                                | ---         | ---            | ---           | Preguiça      |
| Eu nunca esqueço as pessoas que me fazem mal.                      | Gabriela    | César          | Dia 62        | Ira           |
| Sempre sentiram inveja de mim, sem nunca ter feito nada para isso. | Joana F.    | Gabriela       | Dia 75        | Inveja        |
| Fui submetido a três cirurgias plásticas.                          | Rui         | Pedro          | Dia 47        | Orgulho       |

### Tentativas de descobertas
| Segredo                                         | Concorrente(s)   | Quem pensa que descobriu | Data da tentativa |
| ----------------------------------------------- | ---------------- | ------------------------ | ----------------- |
| Somos um casal                                  | César e Gabriela | Tiago                    | 26 de fevereiro   |
| Somos irmãos                                    | César e Gabriela | Margarida                | 1 de março        |
| Já tive as minhas três irmãs dentro da casa     | Cátia            | Isabela e Sofia          | 8 de março        |
| Encontrei o amor da minha vida na casa          | Gabriela         | Rui                      | 14 de março       |
| Tive as minhas três irmãs na gala da estreia    | Cátia            | Sofia                    | 19 de março       |
| Trabalho no circo                               | Isabela          | Luan                     | 19 de março       |
| Fomos noivos de Santo António                   | César e Gabriela | Joana F. e Rui           | 21 de março       |
| A minha irmã salvou-me a vida                   | Cátia            | Sofia                    | 23 de março       |
| Nasci hermafrodita                              | Carina           | Joana F.                 | 26 de março       |
| Mudei de sexo                                   | Rui              | Carina                   | 26 de março       |
| Sou a chave do túnel dos segredos               | Carina           | Tiago                    | 26 de março       |
| Foi vítima de um atentado em Espanha            | Rui              | Bruno e Nuno             | 28 de março       |
| Casámos em Las Vegas                            | César e Gabriela | Tiago                    | 30 de março       |
| Fui barriga de aluguer de um famoso             | Joana F.         | Rui                      | 1 de abril        |
| Somos atores na Casa dos Segredos               | César e Gabriela | Nuno                     | 3 de abril        |
| Vivi 7 meses num país em guerra                 | Bruno            | César                    | 6 de abril        |
| Salvei algumas vítimas nos atentados em Espanha | César            | Rui                      | 9 de abril        |
| Posei nu para uma revista                       | César            | Pedro                    | 13 de abril       |
| Fui raptado por engano em Espanha               | Rui              | Gabriela                 | 17 de abril       |
| Ganhei a lotaria e fiquei milionário            | Luan             | Tiago                    | 20 de abril       |
| Estive grávida de uma figura pública            | Joana C.         | César                    | 20 de abril       |
| Estive cego durante um mês                      | Pedro            | Isabela                  | 26 de abril       |
| Fui vencedor de um reality show no Brasil       | Luan             | César                    | 4 de maio         |
| Sou filha da prima da minha madrasta            | Joana F.         | Luan e Tiago             | 4 de maio         |
| Sou jogador profissional de casino              | Luan             | Joana F.                 | 10 de maio        |
| Vivi aterrorizada por um ex-namorado            | Gabriela         | Carina                   | 13 de maio        |
| Sou influencer                                  | Tiago            | Carina e Isabela         | 15 de maio        |
| Sou um autor de um livro                        | Tiago            | Luan                     | 18 de maio        |
| Somos casados                                   | Luan e Tiago     | Isabela                  | 20 de maio        |

## Recordes da edição
| Número de concorrentes                         | 17                                                    |
| Concorrente nunca nomeado(a)                   | ---                                                   |
| Concorrente mais vezes nomeado(a)              | Isabela - 7 nomeações                                 |
| Concorrente que mais "sobreviveu" às nomeações | Isabela - 7 nomeações                                 |
| Concorrente mais vezes imune                   | Carina e Gabriela - 1 vez imune                       |
| Concorrente eliminado(a) com menor percentagem | Cátia e Bruno - 1% para salvar, contra 3 concorrentes |
| Concorrente eliminado(a) com maior percentagem | Nuno - 94% para expulsar, contra 1 concorrente        |
| Nomeado(a) com menor percentagem de voto       | Nuno - 1% para expulsar, contra 3 concorrentes        |
| Desistências                                   | ---                                                   |

## Audiências

### Galas
| Semana | Data                    | Dia e Horário       | Espetadores | Rating | Share | Posição (no horário) | Ref.ª  |
| ------ | ----------------------- | ------------------- | ----------- | ------ | ----- | -------------------- | ------ |
| 1      | 25 de fevereiro de 2018 | Domingo 21h30-00h00 | 1 684 000   | 17,4%  | 37,6% | 1.º                  | [ 3 ]  |
| 2      | 4 de março de 2018      | Domingo 21h30-00h00 | 1 214 000   | 12,5%  | 26,4% | 1.º                  | [ 4 ]  |
| 3      | 11 de março de 2018     | Domingo 21h30-00h00 | 1 215 000   | 12,5%  | 26,5% | 1.º                  | [ 5 ]  |
| 4      | 19 de março de 2018     | Domingo 21h30-00h00 | 1 124 000   | 11,6%  | 25,5% | 1.º                  | [ 6 ]  |
| 5      | 25 de março de 2018     | Domingo 21h30-00h00 | 1 347 000   | 13,9%  | 28,4% | 1.º                  | [ 7 ]  |
| 6      | 1 de abril de 2018      | Domingo 21h30-00h00 | 1 217 000   | 12,6%  | 28,3% | 1.º                  | [ 8 ]  |
| 7      | 8 de abril de 2018      | Domingo 21h30-00h00 | 1 143 000   | 11,8%  | 24,9% | 1.º                  | [ 9 ]  |
| 8      | 15 de abril de 2018     | Domingo 21h30-00h00 | 1 173 000   | 12,1%  | 25,1% | 1.º                  | [ 10 ] |
| 9      | 22 de abril de 2018     | Domingo 21h30-00h00 | 1 116 000   | 11,5%  | 25,8% | 1.º                  | [ 11 ] |
| 10     | 29 de abril de 2018     | Domingo 21h30-00h00 | 1 166 000   | 12,0%  | 25,7% | 1.º                  | [ 12 ] |
| 11     | 6 de maio de 2018       | Domingo 21h30-00h00 | 1 091 000   | 11,3%  | 26,1% | 1.º                  | [ 13 ] |
| 12     | 13 de maio de 2018      | Domingo 21h30-00h00 | 1 159 000   | 12,0%  | 25,9% | 1.º                  | [ 14 ] |
| 13     | 20 de maio de 2018      | Domingo 21h30-00h00 | 1 039 000   | 10,7%  | 23,4% | 1.º                  | [ 15 ] |
| Final  | 27 de maio de 2018      | Domingo 21h30-00h00 | 1 465 000   | 15,1%  | 33,3% | 1.º                  | [ 16 ] |

### Nomeações
| Semana       | Data                    | Dia e Horário           | Espetadores | Rating | Share | Posição (no horário) | Ref.ª  |
| ------------ | ----------------------- | ----------------------- | ----------- | ------ | ----- | -------------------- | ------ |
| 1            | 27 de fevereiro de 2018 | Terça-feira 22h50-23h40 | 879 600     | 9,1%   | 25,8% | 1.º                  | [ 17 ] |
| 2            | 6 de março de 2018      | Terça-feira 22h50-23h15 | 941 900     | 9,7%   | 24,7% | 1.º                  | [ 18 ] |
| 3            | 13 de março de 2018     | Terça-feira 22h50-23h15 | 940 000     | 9,7%   | 27,3% | 1.º                  | [ 19 ] |
| 4            | 20 de março de 2018     | Terça-feira 22h50-23h40 | 918 000     | 9,5%   | 26,2% | 1.º                  | [ 20 ] |
| 5            | 27 de março de 2018     | Terça-feira 22h50-23h40 | 1 042 000   | 10,8%  | 28,0% | 1.º                  | [ 21 ] |
| 6            | 3 de abril de 2018      | Terça-feira 22h50-23h40 | 906 800     | 9,4%   | 24,3% | 1.º                  | [ 22 ] |
| 7            | 10 de abril de 2018     | Terça-feira 22h50-23h40 | 915 300     | 9,5%   | 27,2% | 1.º                  | [ 23 ] |
| 8            | 17 de abril de 2018     | Terça-feira 22h50-23h40 | -           | -      | -     | -                    | -      |
| 9            | 24 de abril de 2018     | Terça-feira 22h50-23h40 | 886 000     | 9,2%   | 24,0% | 2.º                  | [ 24 ] |
| 10           | 1 de maio de 2018       | Terça-feira 22h50-23h40 | 992 700     | 10,3%  | 27,8% | 1.º                  | [ 25 ] |
| 11           | 8 de maio de 2018       | Terça-feira 22h50-23h40 | -           | -      | -     | -                    | -      |
| 12           | 15 de maio de 2018      | Terça-feira 22h50-23h40 | -           | -      | -     | -                    | -      |
| 13(Especial) | 22 de maio de 2018      | Terça-feira 22h50-23h40 | 982 300     | 10,1%  | 27,2% | 1.º                  | [ 26 ] |